# Lithocarpus megalophyllus
Lithocarpus megalophyllus Rehder & E.H.Wilson – gatunek roślin z rodziny bukowatych (Fagaceae Dumort.). Występuje naturalnie w północno-zachodnim Wietnamie oraz Chinach (w zachodnim Kuangsi, północnej części Kuejczou, zachodnim Hubei, wschodniej części Junnanu i zachodnim Syczuanie). 

## Morfologia
PokrójZimozielone drzewo dorastające do 15–25 m wysokości.
LiścieBlaszka liściowa jest skórzasta i ma odwrotnie jajowaty, odwrotnie jajowato eliptyczny lub eliptyczny kształt. Mierzy 14–30 cm długości oraz 6–12 cm szerokości, jest całobrzega, ma klinową nasadę i ostry wierzchołek. Ogonek liściowy jest nagi i ma 2,5–6 cm długości.
OwoceOrzechy o stożkowatym kształcie, dorastają do 24–28 mm długości i 20–25 mm średnicy. Osadzone są pojedynczo w miseczkach w kształcie kubka lub talerza, które mierzą 4–10 mm długości i 20–30 mm średnicy. Orzechy otulone są w miseczkach do 15–35% ich długości.

## Biologia i ekologia
Rośnie w lasach mieszanych. Występuje na wysokości od 900 do 2200 m n.p.m. Kwitnie i owocuje od maja do czerwca.